# Šafránka (usedlost na Vinohradech)
Šafránka (Dolní Hajnovka) je zaniklá hospodářská usedlost v Praze 2-Vinohradech, která stála v místech ulice Na Šafránce ve vilové čtvrti nad ulicí Ruská.

## Historie
V poslední třetině 19. století vlastnil usedlost Čeněk Vávra, v letech 1868–1873 vinohradský starosta. Roku 1890 odkoupila obec část pozemku pro výstavbu přečerpávací stanice a po roce 1895 byly na části zahrady založeny Bezručovy sady. Na zbylém pozemku vznikla vilová čtvrť Na Šafránce.
Usedlost zanikla mezi roky 1907–1911.